# Cryptosporidium

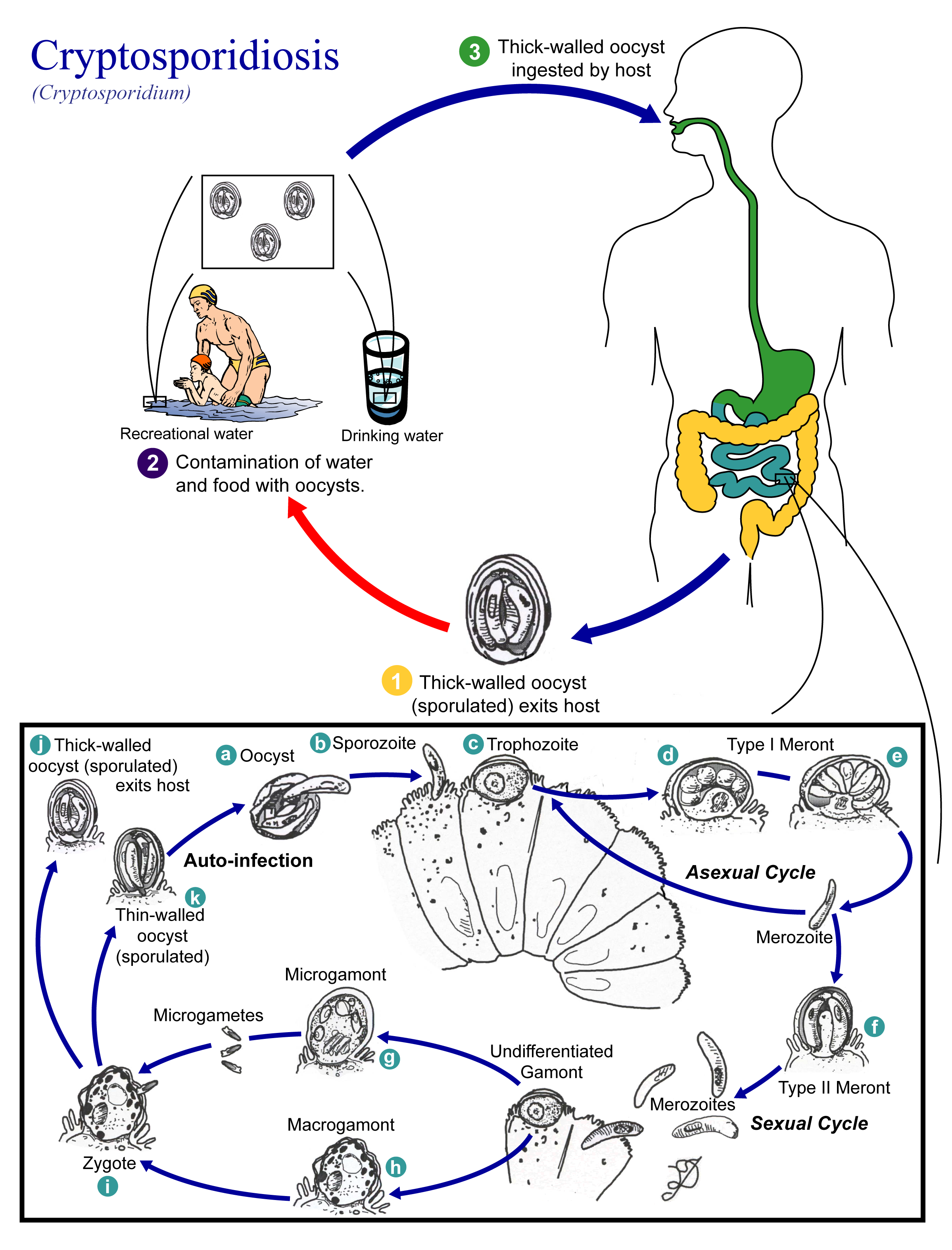
Ciclo de vida sim (em inglês).

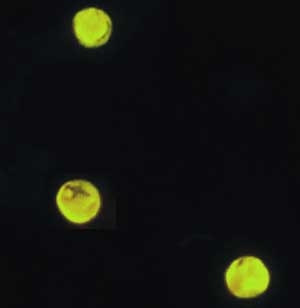
Cryptosporidium parvum tingidos com fluorescência auramina-rodamina.

Cryptosporidium é um gênero de protozoário apicomplexo que pode causar criptosporidíase, um tipo de diarreia que afeta humanos e outros animais. A transmissão dos oocistos é fecal-oral. Pode ser prevenido filtrando ou fervendo a água antes de beber e cozinhando bem os alimentos, não ingerindo-os crus.

## Classificação
- Domínio = Eukaryota
- Sar
- Alveolata
- Filo = Apicomplexa
- Classe = Conoidasida
- Gênero = Cryptosporidium

## Reprodução
Os oocistos esporulados, com quatro esporozoítos cada, são excretados pelo hospedeiro infectado através das fezes e possivelmente por secreções respiratórias. A infecção com Cryptosporidium parvum e C. hominis ocorre principalmente através do contato com água contaminada. Ocasionalmente fontes de alimentos, como salada de frango, foram identificadas como veículos de transmissão. Muitos surtos ocorreram em parques aquáticos, piscinas comunitárias e creches. 
Após a ingestão ou inalação por um hospedeiro adequado os esporozoítos são liberados e parasitam as células epiteliais do trato gastrointestinal ou de outros tecidos, como o trato respiratório. Nestas células, os parasitas fazem multiplicação assexuada (esquizogonia ou merogonia) e multiplicação sexuada (gametogonia) microgametócitos (masculinos) e macrogametócitos (femininos). Após a fertilização dos gametócitos, os oocistos esporulam desenvolvem no hospedeiro infectado. Dois tipos diferentes de oocistos são produzidos, os de paredes espessas para ser excretado do hospedeiro e o oocisto de paredes finas para auto-infecção. Oocistos são infectantes assim que excretados permitindo assim a transmissão fecal-oral ou inalatória direta e imediata.

## Diagnóstico
Os Oocistos de Cryptosporidium tem aproximadamente de 3 a 6 μm de diâmetro e apresentam coloração ácido-resistente parcial. Eles devem ser diferenciados de outros organismos parcialmente ácido-resistentes, incluindo Cyclospora cayetanensis. Também se pode usar ELISA ou imunofluorescência. 

## Espécies patogênicas
As espécies de Cryptosporidium que mais infectam mamíferos e seres humanos são C. parvum e C. hominis. Porém C. canis, C. felis, C. meleagridis e C. muris também pode causar doenças em seres humanos.

## Tratamento
Em pessoas saudáveis, o tratamento é com muita água, repouso e anti-inflamatórios em caso de muita dor e febre e se cura espontaneamente. Em pessoas imunocomprometidas pode causar diarreias muito mais graves, potencialmente fatais, necessitando internação e soro intravenoso com correção de desequilíbrios hidroeletrolítico.

## Espécies
- Cryptosporidium andersoni
- Cryptosporidium bailey
- Cryptosporidium bovis
- Cryptosporidium cervine
- Cryptosporidium canis
- Cryptosporidium cuniculus
- Cryptosporidium ducismarci
- Cryptosporidium fayeri
- Cryptosporidium felis
- Cryptosporidium fragile
- Cryptosporidium galli
- Cryptosporidium hominis
- Cryptosporidium marcopodum
- Cryptosporidium meleagridis
- Cryptosporidium molnari
- Cryptosporidium muris
- Cryptosporidium parvum
- Cryptosporidium ryanae
- Cryptosporidium saurophilum
- Cryptosporidium serpentis
- Cryptosporidium suis
- Cryptosporidium ubiquitum
- Cryptosporidium wrairi
- Cryptosporidium xiaoi